# Aknajärv
Aknajärv är en sjö i Estland.   Den ligger i landskapet Ida-Virumaa, i den östra delen av landet, 160 km öster om huvudstaden Tallinn. Aknajärv ligger 45 meter över havet. I omgivningarna runt Aknajärv växer i huvudsak blandskog.